# Circuito de Guecho de 2011

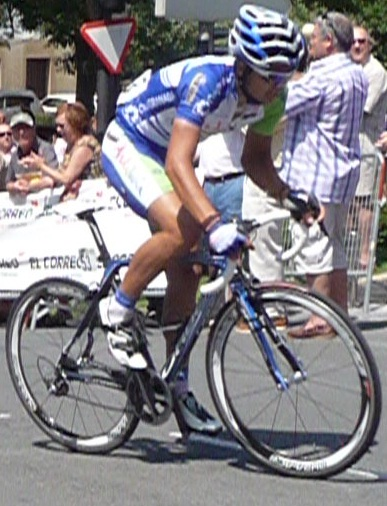
Juan José Lobato em pleno sprint.

O 66.º Circuito de Guecho (11.º Memorial Ricardo Otxoa) disputou-se a 31 de julho de 2011, sobre um traçado de 170 km. Dito percurso consistia no tradicional circuito urbano de 17 km (200 m mais que habitualmente) ao que desta vez se lhe deram 10 voltas, mudando o final tradicional da prova por um situado na pequena cota do circuito.
A prova pertenceu ao UCI Europe Tour dos Circuitos Continentais da UCI, dentro da categoria 1.1.
Participaram 12 equipas. As duas equipas espanholas de categoria UCI ProTeam (Movistar Team e Euskaltel-Euskadi); os 3 de categoria Profissional Continental (Caja Rural, Geox-TMC e Andalucía-Caja Granada,); e os 2 de categoria Continental (Burgos BH-Castilla y León e Orbea Continental). Quanto a representação estrangeira, estiveram 5 equipas: o UCI ProTeam do Katusha Team; e os Profissionais Continentais do Androni Giocattoli-C.I.P.I., Saur-Sojasun, Topsport Vlaanderen-Mercator e Colombia es Pasión-Café de Colombia. Formando assim um pelotão de 98 ciclistas, com entre 6 (Androni Giocatolli-C.I.P.I) e 10 (Colombia es Pasión-Café de Colombia e Caja Rural) corredores a cada equipa, dos que acabaram 85.
O ganhador final foi Juan José Lobato (quem ademais fez-se com a classificação dos neos) depois de responder a um ataque nos últimos 500 metros em ascensão de Stéphane Poulhies, finalmente segundo. Completou o pódio Joaquim Rodríguez, terceiro.
Nas outras classificações secundárias impuseram-se Dalivier Ospina (montanha), Katusha (equipas) e Beñat Intxausti (euskaldunes).

## Classificação final

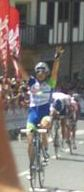
Juan José Lobato celebrando a vitória.

| \| Posição \| Ciclista \| Equipa \| Tempo \| \| ------- \| ----------------- \| ----------------------------------- \| --------------- \| \| 1. \| Juan José Lobato \| Andalucía Caja Granada \| 3 h 47 min 21 s \| \| 2. \| Stéphane Poulhies \| Saur-Sojasun \| a 01 s \| \| 3. \| Joaquim Rodríguez \| Katusha \| m.t. \| \| 4. \| Antonio Santoro \| Androni Giocattoli-C.I.P.I. \| a 03 s \| \| 5. \| Diego Milan \| Caja Rural \| m.t. \| \| 6. \| Juan Pablo Forero \| Colombia es Pasión-Café de Colombia \| m.t. \| \| 7. \| Francisco Ventoso \| Movistar \| m.t. \| \| 8. \| Jérôme Baugnies \| Topsport Vlaanderen-Mercator \| m.t. \| \| 9. \| Beñat Intxausti \| Movistar \| m.t. \| \| 10. \| Ricardo García \| Orbea Continental \| m.t. \| |                   |                                     |                 |
| Posição | Ciclista          | Equipa                              | Tempo           |
| 1. | Juan José Lobato  | Andalucía Caja Granada              | 3 h 47 min 21 s |
| 2. | Stéphane Poulhies | Saur-Sojasun                        | a 01 s          |
| 3. | Joaquim Rodríguez | Katusha                             | m.t.            |
| 4. | Antonio Santoro   | Androni Giocattoli-C.I.P.I.         | a 03 s          |
| 5. | Diego Milan       | Caja Rural                          | m.t.            |
| 6. | Juan Pablo Forero | Colombia es Pasión-Café de Colombia | m.t.            |
| 7. | Francisco Ventoso | Movistar                            | m.t.            |
| 8. | Jérôme Baugnies   | Topsport Vlaanderen-Mercator        | m.t.            |
| 9. | Beñat Intxausti   | Movistar                            | m.t.            |
| 10. | Ricardo García    | Orbea Continental                   | m.t.            |